# Annunciazione coi santi Michele Arcangelo e Godenzo
L'Annunciazione coi santi Michele Arcangelo e Godenzo, o Pala di San Godenzo, è un dipinto a olio su tavola (184 × 175 cm) di Andrea del Sarto, databile al 1515 circa e conservato nella Galleria Palatina di Firenze.

## Storia
Il dipinto fu commissionato dai servi di Maria della Santissima Annunziata a Firenze per la badia di San Godenzo.
Il cardinale Carlo de' Medici l'acquistò per le sue collezioni al Casino di San Marco, facendone fare una copia sostitutiva all'Empoli, opera oggi non rintracciabile. Alla morte del cardinale, nel 1666, passò alle collezioni granducali.
Filippo Baldinucci vide il dipinto di Andrea del sarto nella Tribuna degli Uffizi, mentre nell'inventario del 1687 è già registrata a palazzo Pitti. Nel 1694 si trovava alla villa di Poggio Imperiale, tornando poco dopo alla reggia di Pitti.

## Descrizione e stile
In cattivo stato di conservazione, è stata anche espunta per questa ragione dal catalogo del pittore, nonostante la documentazione.
La scena si svolge sul primo piano, con uno sfondo scuro, a parte l'apertura di una veduta di strada cittadina sulla sinistra. L'angelo Gabriele, a sinistra, si appresta verso Maria, seduta oltre un leggio. Essa ha un moto di stupore e anticipa, nella posa, la più nota Annunciazione di San Gallo.
Dietro di essi assistono, in prossimità immediata, i santi Michele Arcangelo e Godenzo, quest'ultimo in una posa corrucciata che dimostra già la conoscenza degli affreschi di Michelangelo nella volta della Cappella Sistina. Sulla base di questo e altri confronti stilistici, alcuni datano la pala al 1529 circa. La loro presenza è legata alla titolazione dell'abbazia e alla presenza, nella medesima, di una compagnia dedicata a san Michele.